# Парантака Чола II
Парантака Чола II — цар Чола, який правив близько дванадцяти років. Також був відомий на ім'я Мадхурантакан Сундара Чола. Був сином Арінджаї та Кальяні, принцеси з клану Війдунбас. Зайняв імператорський трон незважаючи на той факт, що був живий Уттама Чола, син Гандарадітьї (старшого брата Арінджаї), який мав чи не більші права на престол за Парантаку.
Коли Парантака II став царем, володіння Чола зменшились до розмірів невеликого князівства. На півдні Пандья повернули собі свої історичні землі, захоплені раніше Чола. Разом з тим, за часів правління Парантаки було закладено базис для розвитку імперії Чола надалі.